# Stor regnorm
Stor regnorm (Lumbricus terrestris) er en op til 25 centimeter lang ledorm i familien regnorme. Den er udbredt i det nordlige Asien, Europa og Nordamerika. Stor regnorm er almindelig i Danmark og lever især i god muldjord på marker, i haver og løvskove. Forkroppen er rødlig eller violetbrun og huden er tydeligt iriserende.

## Levevis
Stor regnorm lever i 30-50 centimeter dybe gange i jorden, men finder sin føde om natten på jordoverfladen. Den består af plantemateriale, f.eks. visne blade, som den delvist trækker ned i jorden. Under ædningen aflægges ekskrementerne som nogle karakteristiske kugleformede klumper på overfladen.